# En lodret udfordring
En lodret udfordring er en dansk dokumentarfilm fra 1991 med instruktion og manuskript af Christian Holst.

## Handling
Filmen handler om Jan og Sally, som er klippeklatrere. Den viser hvordan teknik, stærk psykisk vilje og fysisk styrke i samarbejde kan overvinde den lodrette udfordring og angsten for at falde. Den forsøger at vise det fascinerende ved en sport, der giver en tæt og stærk oplevelse af mennesket i naturen.